# Paulus Peronius Cato Hoek

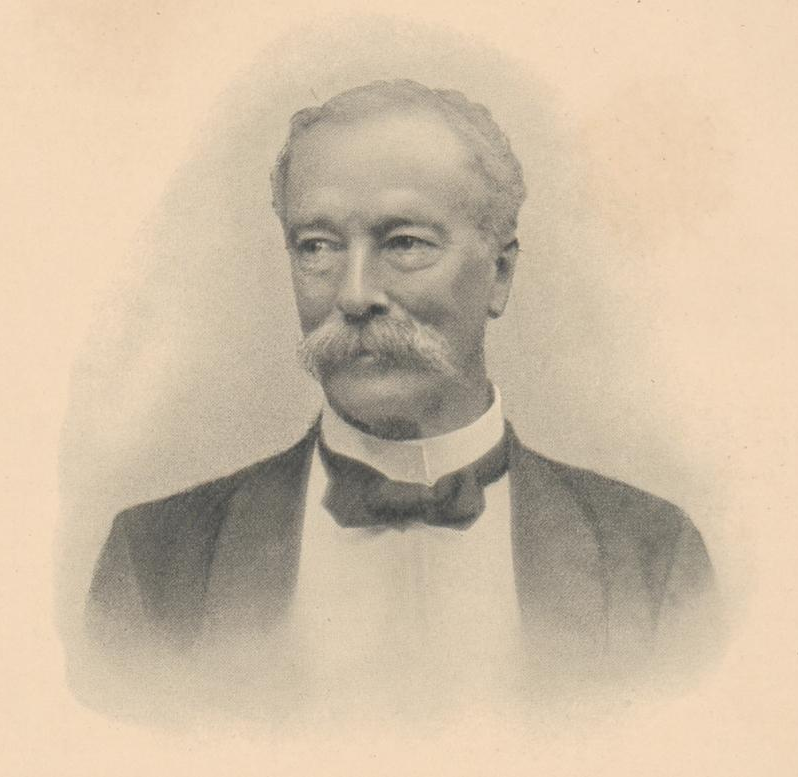
P.P.C. Hoek, Nederlands zoöloog

Paulus Peronius Cato Hoek (Giethoorn 16 juni 1851 – Haarlem 27 februari 1914) was een Nederlandse zoöloog met grote interesse voor schaaldieren en voor de visserij. Met zijn puur wetenschappelijke studies verwierf hij internationale faam en hij deed ook veel onderzoek met als doel concrete problemen op te lossen. 

## Jeugd en opleiding
Drie maanden na zijn geboorte in Giethoorn verhuisde het gezin naar Oudeschoot omdat zijn vader (Nederlands Hervormd predikant) het beroep van de Hervormde Gemeente in Oudeschoot had aangenomen. Zes jaar later werd zijn vader hulpprediker bij de militairen in Kampen. In die stad haalde Hoek het diploma gymnasium. Hij was er lid van de burger-schietvereniging Koning Willem III. In 1868 begon hij zijn studie biologie aan het Atheneum Illustre in Amsterdam en voltooide die studie aan de Universiteit Leiden. In 1875 promoveerde hij bij professor dr. C.K. Hoffman op het proefschrift Eerste bijdrage tot een nauwkeurige kennis der sessile cirripediën dat o.a over de zeepok ging. Hoek trouwde in april 1879 met Emilie Louise van Hasselt en ze kregen vier dochters en een zoon.

## Zoölogisch Station

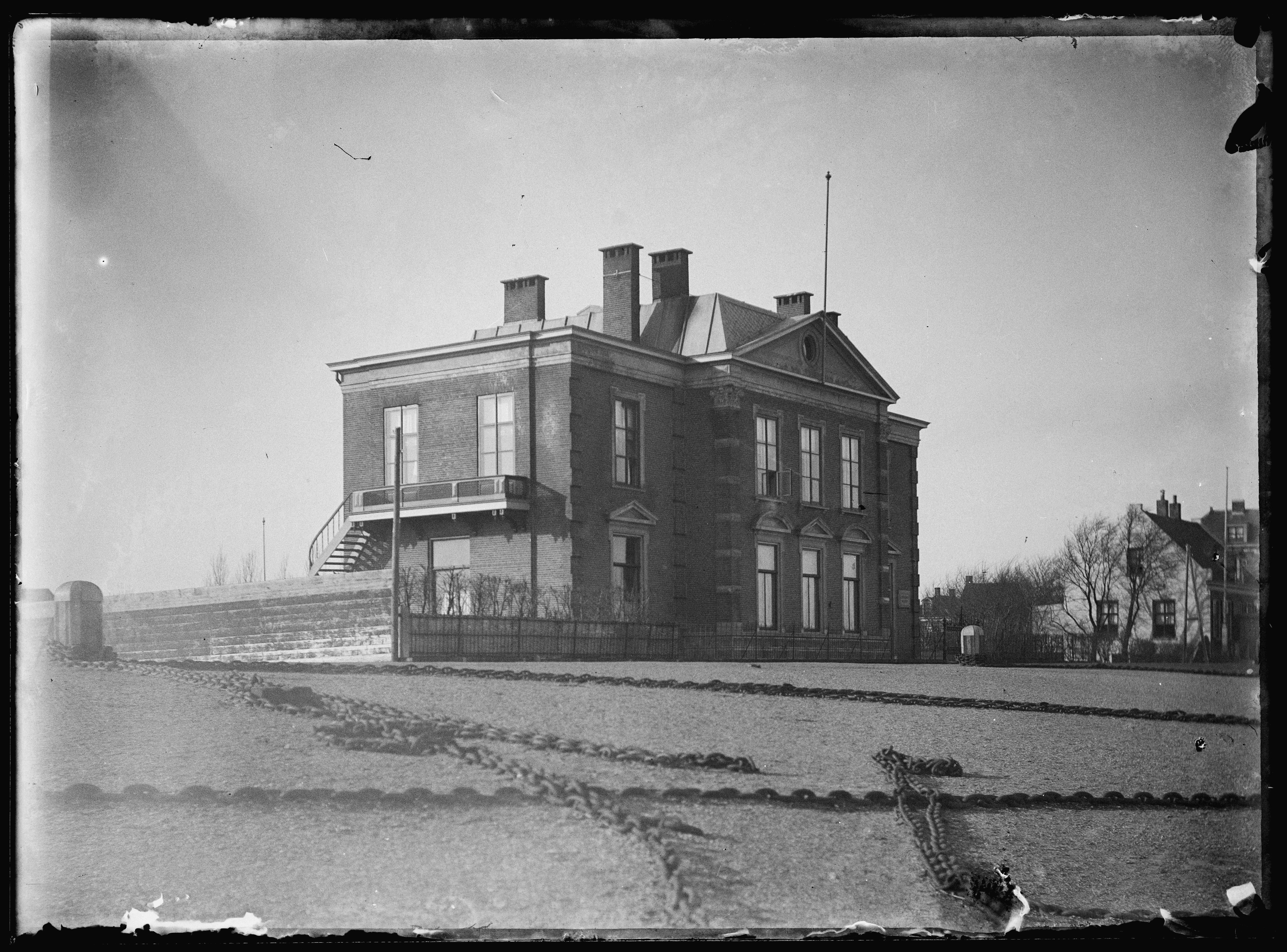
Zoölogisch Station in Den Helder

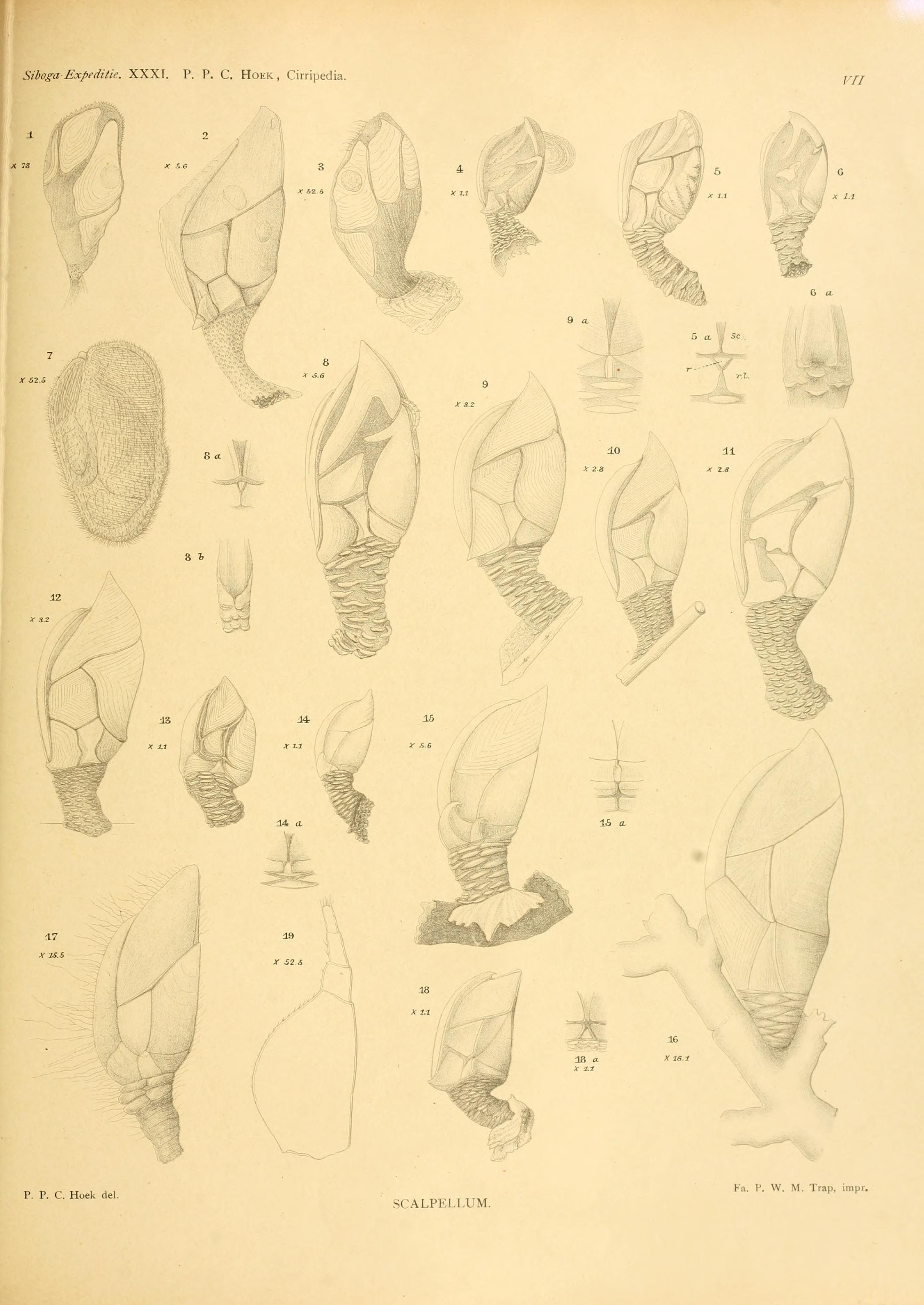
De Cirripedia van de Siboga-expeditie (1913)

Hij was het meest actieve lid van de in 1872 opgerichte Nederlandse Dierkundige Vereniging en als penningmeester van de Commissie voor het Zoölogisch Station een stuwende kracht voor de realisatie ervan. Diverse Europese landen kenden al enige jaren zo’n station voor zeeonderzoek. Hoek had in 1874 gewerkt in het Zoölogisch Station in Napels om ervaring op te doen. In Nederland werd het in 1876 een klein houten gebouwtje op de kruin van de Helderse Zeedijk. Het werd diverse keren afgebroken en weer opgebouwd en stond in Vlissingen, op Terschelling, op Tholen, in Delfzijl, opnieuw in Den Helder. Door al die verplaatsingen sleet het gebouwtje erg en er kwam behoefte aan een permanent stenen gebouw.
In 1888 werd Hoek benoemd tot onbezoldigd directeur van het Zoölogisch Station. Hij maakte schetsplannen voor een stenen Zoölogisch Station dat aan de Havendijk in Den Helder zou komen, de Leidse architect W. Kok ontwierp het gebouw en het werd in 1890 officieel geopend. Hoek bleef directeur van het Station tot 1902 toen hij werd opgevolgd door Heinrich Carl Redeke, die Hoek in 1896 tot zijn assistent had benoemd en die in 1901 was getrouwd met Hoek’s dochter Julie Laurence.

## Loopbaan
Van 1874 tot 1881 was Hoek in Leiden assistent bij het Zoölogisch Laboratorium en van 1878 tot 1888 leraar Natuurlijke Historie aan het gymnasium en de HBS. In 1888 werd Hoek door de regering benoemd tot wetenschappelijk Adviseur in Visscherijzaken. 
Hij werd in 1902 de eerste secretaris-generaal van de in dat jaar opgerichte Internationale Raad voor het Onderzoek der Zee waarvan de zetel was gevestigd in Kopenhagen en daar ging hij wonen. In 1907 keerde hij terug naar Nederland en koos Haarlem als woonplaats. In 1912 werd hij directeur van het nieuwe Rijksinstituut voor Visscherijonderzoek, een bundeling van de dienst van de wetenschappelijk Adviseur in Visscherijzaken en het in 1902 opgerichte Rijksinstituut voor het Onderzoek der Zee waarvan Redeke directeur was. 
Nadat hij om gezondheidsredenen had bedankt als voorzitter van de Nederlandse Dierkundige Vereniging werd hij op 1 februari 1914 benoemd tot Lid van Verdienste. Op 27 februari 1914 stierf hij in zijn woonplaats Haarlem.

## Publicaties
Hoek behield zijn belangstelling voor het onderwerp dat hij in zijn proefschrift had behandeld. In 1883 schreef hij een fundamentele studie over de collectie Cirripedia die door de Britse Challenger-expeditie tussen 1873 en 1876 was verzameld. In 1907 en 1913 schreef hij over de Cirripedia van de Nederlandse Siboga-expeditie (1899-1900).
In 1892 bracht hij aan de Koninklijke Nederlandse Akademie van Wetenschappen (KNAW) verslag uit over de Limnoria die grote schade aanrichtte aan het hout van de zeeweringen. 
Zijn rapport over statistische en biologische onderzoekingen, samengesteld op basis van in Nederland gevangen zalmen (1894), werd in het Duits en in het Frans vertaald. Zijn Verslag omtrent onderzoekingen op de oestercultuur betrekking hebbende uit 1883 kreeg een vervolg met zijn rapporten over de oorzaken van de achteruitgang van de Zeeuwse oestercultuur (1901, 1902). Ze vormden de basis voor verbeteringen.
In zijn Rapport over de Visscherij in de Zuiderzee beschreef hij de moeilijkheden die zich daar voordeden o.a. met het gebruik van de wonderkuil en deed voorstellen voor een meer rationele bevissing van dat gebied.
Over de problemen in de binnenvisserij schreef hij regelmatig in het tijdschrift Mededeelingen over Visscherij en hij publiceerde in 1899 elf platen met afbeeldingen van de in de verschillende provincies toegestane vistuigen en beschrijvingen van het gebruik.
Zijn bibliografie alleen over de periode 1 april 1888- 1 april 1913 bevat bijna 300 titels. 

## Waardering
Hoek werd in 1883 tot lid van lid van de KNAW gekozen. Hij werd ook toegelaten als lid van de Koninklijke Hollandsche Maatschappij der Wetenschappen, opgericht in 1752 in Haarlem. Verder was hij lid van diverse buitenlandse instituten op visserijgebied.
In 1895 werd hij benoemd tot ridder in de orde van de Nederlandse Leeuw. Zijn internationaal belang werd erkend door verlening van het ridderschap van het Franse Legioen van Eer en de Deense Dannebrog-orde. Hij zou ook een Russische onderscheiding  hebben gekregen. Hij was sinds 1896 lid van Provinciale Staten van Noord-Holland.